# Dypsis scottiana
Dypsis scottiana – gatunek palmy z rzędu arekowców (Arecales). Występuje endemicznie na Madagaskarze, w prowincji Toliara.
Rośnie w bioklimacie wilgotnym, jak i suchym. Występuje na wysokości do 1000 m n.p.m.